# Washington Tais
Washington Tais, vollständiger Name Washington Eduardo Tais Bidegaín, (* 21. Dezember 1972 in Montevideo) ist ein ehemaliger uruguayischer Fußballspieler und derzeitiger Trainer.

## Karriere

### Verein
Washington Tais spielte zu Beginn seiner Karriere im Jahre 1991 in der Nachwuchsmannschaft des Club Atlético Peñarol in seiner Heimatstadt Montevideo. Von 1992 bis 1997 gehörte er dem Kader in der Primera División an. Bis 1997 gewann er mit den Aurinegros fünf Meistertitel in fünf Jahren und spielte an der Seite von Spielern wie Pablo Bengoechea. Nach dieser erfolgreichen Zeit wechselte Tais im Jahr 1997 zum spanischen Erstligisten Racing Santander. Dort spielte er bis 2001 mit seiner Mannschaft in der Primera División. Nach dem Abstieg in die zweite Liga verließ er den Verein und wechselte zum Aufsteiger Betis Sevilla. Bei Real Betis spielte er zusammen mit namhaften Fußballern wie Joaquín, Alfonso oder Denílson. Gleich in der ersten Saison erreichte Washington Tais mit seiner Mannschaft den 6. Tabellenplatz und qualifizierte sich somit für den UEFA-Pokal 2002/03. Dort erreichte man immerhin das Achtelfinale und schied dann gegen AJ Auxerre aus Frankreich aus. In seiner letzten Saison bei Betis Sevilla konnte die Mannschaft des Uruguayers den 4. Tabellenplatz und damit erstmals die Teilnahme an der UEFA Champions League erringen. Washington Tais spielte dort jedoch nicht mehr und beendete nach der Saison seine Karriere als aktiver Fußballspieler. Neben der guten Tabellenplatzierung konnte der Verein 2005 auch noch die Copa del Rey gewinnen.
Im Januar 2011 kehrte der mittlerweile 38-jährige Abwehrspieler nach zwischenzeitlichem Karriereende zur Clausura 2011 ins Fußballgeschäft zurück und unterschrieb einen Vertrag beim Erstligisten Danubio FC. Dort kam er sodann in den Spielzeiten 2010/11 und 2011/12 zu insgesamt 30 Einsätzen in der Primera División, in denen er einen Treffer erzielte. Lediglich zweimal stand er dabei nicht in der Startaufstellung. Während sein Verein in der Clausura 2011 noch den drittletzten Tabellenplatz belegt hatte und lediglich drei weitere Teams der Liga mehr Gegentore zu verzeichnen hatten, erreichte er mit seinem Verein im Torneo Apertura 2011 den zweiten Tabellenplatz. Danubio verpasste mit nur einem Punkt die Qualifikation zu den Meisterschafts-Playoffs. Mit nur acht Gegentoren in 15 Spielen stellten sie zudem die sicherste Abwehr. Am Saisonende der Spielzeit 2011/2012 verlängerte Danubio Tais Vertrag jedoch nicht.
Im September 2012 wechselte der „el Negro“ genannte Tais zum Zweitligisten Miramar Misiones. In der Spielzeit 2012/13 lief er dort noch in 18 weiteren Ligaspielen auf und schoss ein Tor. Der Klub feierte am Saisonende den Erstligaaufstieg. Anschließend schloss er sich Mitte August 2013 dem in Canelones beheimateten Club Atlético Santa Rosa in der Liga Artigas de Tala der OFI an. Dort kam er ebenfalls zu Meisterschaftsehren mit dem Team. Mitte Februar 2014 wurde berichtet, dass er zukünftig für Defensor Universitario spielen werde.

### Nationalmannschaft
Tais nahm mit der uruguayischen U-20-Auswahl an der U-20-Südamerikameisterschaft 1991 teil und belegte mit der Mannschaft den dritten Turnierrang. Im Verlaufe des Turniers wurde er von Trainer Juan José Duarte siebenmal (zwei Tore) eingesetzt. Im selben Jahr bestritt er mit der Celeste auch die Junioren-Fußballweltmeisterschaft 1991, bei der er mit der Mannschaft aber bereits in der Gruppenphase ausschied. Von seinem Debüt am 18. Januar 1995 bis zu seinem letzten Einsatz am 13. Februar 2002 absolvierte Washington Tais 18 Länderspiele (kein Tor) für die Uruguayische Fußballnationalmannschaft. Bei der Fußball-Weltmeisterschaft 2002 in Japan und Südkorea gehörte er jedoch nicht zum Kader. Bei der Junioren-Fußballweltmeisterschaft 1991 gehörte er zur Nachwuchsauswahl seines Landes.

### Erfolge
- Uruguayischer Meister: 1993, 1994, 1995, 1996 und 1997
- Spanischer Pokalsieger: 2005

### Trainertätigkeit
Von Anfang April 2014 bis zum Rücktritt am 8. Oktober 2014 war er Co-Trainer unter Gabriel Añón bei Plaza Colonia. Sein Klub stieg in diesem Zeitraum in der Primera División auf.